# Vreme
Vreme – serbski tygodnik. Został założony w październiku 1990.